# Love Changes Everything
Love Changes Everything: The Andrew Lloyd Webber Collection, Vol. 2 (en español: El amor lo cambia todo) es una álbum recopilatorio de la cantante Sarah Brightman, lanzado a finales de 2005, la mayoría de las canciones contenidas en el álbum son composiciones de Andrew Lloyd Webber y otras seis son inéditas.

## Lista de canciones
1. "Probably On A Thursday"
2. "The Perfect Year"
3. "Only You"
4. "Love Changes Everything"
5. "Seeing Is Believing" (con Michael Ball)
6. "Think of Me" (con Steve Barton)
7. "Any Dream Will Do"
8. "I Don't Know How to Love Him"
9. "Too Much In Love To Care"
10. "The Phantom Of The Opera" (con Steve Harley)
11. "Make Up My Heart"
12. "Don't Cry for Me Argentina" (Versión en español)
13. "Everything's Alright"
14. "Whistle Down the Wind" (con Andrew Lloyd Webber en el piano)